# Autoroute A 410
Die Autoroute A 410 ist eine französische Autobahn mit Beginn in Scientrier und Ende in Villy-le-Pelloux. Bis 2008 war die Autobahn Teil der A 41. Sie hat heute eine Länge von insgesamt 25,0 km und ist ein Teil der Europastraße 712.

## Geschichte
- 17. Juli 1981: Eröffnung der Autobahn (A 41 – A 40)